# Буян (Тверская область)
Буян — деревня в Калязинском районе Тверской области. Входит в состав Нерльского сельского поселения.

## География
Находится в юго-восточной части Тверской области на правом берегу реки Нерль напротив центра поселения села Нерль.

## История
На карте Менде (состояние местности на 1848 год) был отмечен здесь постоялый двор.

## Население
Численность населения: 25 человек (русские 88 %) в 2002 году, 22 в 2010.